# Claude Habib
Pour les articles homonymes, voir Habib.
Œuvres principales
Galanterie française (2006)
Claude Habib est une universitaire spécialisée dans la littérature française du XVIIIe siècle, et notamment des relations entre les femmes et les hommes.

## Biographie

### Famille et jeunesse
Claude Habib grandit dans un milieu bourgeois parisien. Ses parents ne s'entendent pas et sa mère est dépressive. En conséquence, elle et son frère ont été beaucoup élevés par les bonnes de la famille.

### Études
Elle fréquente le lycée Fénelon dans le Quartier latin. Ancienne élève de l'École normale supérieure de Fontenay-aux-Roses (1975-1980), elle est agrégée de lettres modernes (1978) et docteure ès lettres.

### Carrière
Elle est professeure émérite à l’université de Paris III au département « Littérature et linguistique françaises et latines » et maître de conférences à l'université Lille III. Ses travaux de recherche portent essentiellement sur la littérature française du XVIIIe siècle.
Elle est membre du comité de rédaction de la revue Esprit et du comité de la collection « Littérature et Politique » aux éditions Belin.

### Médias
Elle est souvent invitée dans l'émission Répliques qu'anime Alain Finkielkraut sur France Culture.

## Féminisme différentialiste ou antiféminisme
Ayant commencé à s'intéresser à la question de la différence des sexes chez Rousseau, la plupart de ses œuvres a comme sujet les relations femmes-hommes. Elle déclare en 2010 avoir rompu avec le féminisme, et dit douter de la domination  masculine, car si les hommes avaient le choix, ils choisiraient peut-être « d'être payés 20 % de moins mais vivre sept ans de plus ». En 2019, elle se dit « féministe et profondément égalitariste ». Son premier essai sorti en 1992, La Pudeur : la réserve et le trouble, a pour thème la pudeur féminine.
Ses essais — Le Consentement amoureux en 1998 et, surtout, Galanterie française, paru en 2006 — ont eu un certain écho dans les médias à leur sortie. Ils ont ensuite été sujets à polémiques au moment de l'affaire Strauss-Kahn, notamment du fait de l'écrivaine américaine Joan Wallach Scott, qui accuse la galanterie à la française d'encourager le viol. En outre, Scott considère que le féminisme différentialiste d'Habib minerait l'égalité hommes-femmes. Quant à Didier Eribon, il reproche à Habib d'avoir eu des écrits antiféministes et homophobes.

Dans Le Goût de la vie commune, paru en 2014, elle fait l'éloge du couple et, bien qu'elle-même n'ait pas eu d'enfants, de la maternité « qui reste le foyer de l'identité féminine », ce en quoi elle s'oppose à Élisabeth Badinter.

À la suite de l'affaire Weinstein et de la loi sur le harcèlement de rue adoptée en août 2018 en France, Claude Habib a tenu à souligner que le galant homme « serviable, charmeur et toujours léger, est l’anti-Weinstein ». Elle assure que : 

« La galanterie est une pratique du plaisir à l’avantage des femmes, le galant homme n’est pas celui qui vous siffle dans la rue ou vous importune, mais celui qui, au contraire, allège au maximum l’expression de son désir. On ne se montre pas galant dans l’optique de protection mais de plaisir commun. »

Elle publie en 2021 un essai intitulé La Question trans. Les analyses et les considérations qu'elle y développe sont considérées par certains comme faisant le jeu de la transphobie.

## Prises de position

### Laïcité
Elle signe l'appel des 113 du Comité Laïcité République en opposition aux modifications de la loi de 1905 en janvier 2019.

### Tolérance: universalisme républicain
En janvier 2019, elle publie l'essai Comment peut-on être tolérant ? dans lequel elle retrace l'historique de la notion de tolérance depuis les Lumières en convoquant Montesquieu, Pierre Bayle, John Locke et Voltaire. Elle y réaffirme l'ambition d'un universalisme républicain dans lequel la tolérance est un effort de chacun pour construire le bien commun.

## Œuvres
- La Pudeur : la réserve et le trouble, Autrement, 1992, 207 p.  (ISBN 978-2862603896)
- Préfère l'impair, Viviane Hamy, 28 août 1996, 314 p.  (ISBN 978-2878580792)
- Le Consentement amoureux, Hachette Littérature, 7 octobre 1998, 296 p.  (ISBN 978-2012354326)
- Pensées sur la prostitution, Belin, 20 avril 2000, 96 p.  (ISBN 978-2701116327)
- Galanterie française, Gallimard, 19 octobre 2006, 448 p.  (ISBN 978-2070779628)
- Rousseau aux Charmettes, Éditions de Fallois, 2 mai 2012, 77 p.  (ISBN 978-2877067942)
- Le Goût de la vie commune, Flammarion, 5 mars 2014, 172 p.  (ISBN 978-2081332720)
- Deux ou trois nouvelles du Diable, Éditions de Fallois, 11 mai 2016, 185 p.  (ISBN 978-2877069540)
- Comment peut-on être tolérant ?, Desclée de Brouwer, 16 janvier 2019, 288 p.  (ISBN 978-2220095707)
- La Question trans, Paris, Gallimard, coll. « Le Débat », septembre 2021  (ISBN 9782072950926)
- Le privé n’est pas politique, Gallimard, coll. « Le débat », août 2024  (ISBN 978-2-07-307205-3[à vérifier : ISBN invalide])

### Ouvrage collectif
- Claude Habib et Philippe Raynaud (dir.), Malaise dans la civilité, Tempus Perrin, 30 août 2012, 202 p.  (ISBN 978-2262039790)